# Marcelo Oliveira
Marcelo de Oliveira Santos Uzai (Pedro Leopoldo, 4 de março de 1955) é um ex-treinador e ex-futebolista brasileiro que atuava como meio-campista.
Quando jogador, teve grande destaque no Atlético Mineiro nas décadas de 1970 e 1980.

## Carreira como jogador
Oliveira se juntou ao Atlético Mineiro em 1969, e foi para o time profissional três anos depois, sob o técnico Telê Santana. Chegou a disputar pela Seleção Brasileira, em 1975, os Jogos Pan-Americanos e a Copa América, além das eliminatórias para a Copa do Mundo de 1978. Em 1977, era titular do time vice-campeão brasileiro invicto, tornando-se um dos maiores ídolos do Galo (com 104 gols assinalados).
Em 1979 transferiu-se para Botafogo, sendo trocado pelo zagueiro Osmar Guarnelli. Passados os três primeiros meses no futebol carioca, Marcelo comprou seu passe e o alugou em seguida para o Nacional, de Montevidéu.
Voltou ao Atlético em 1983 (contribuindo na conquista do Hexacampeonato Mineiro) e explica: "Como estava prestes a me casar, preferi voltar para o Galo." Marcelo teve passagens ainda pela Desportiva Ferroviária e pelo América Mineiro, onde encerrou sua carreira em 1985.
Pela Seleção Brasileira principal, realizou sete partidas e marcou dois gols entre 1975 e 1977. Pelo time Sub-18, conquistou os Jogos Pan-Americanos de 1975 e o Torneio de Cannes de 1974.
| Jogos pela Seleção Brasileira | Jogos pela Seleção Brasileira | Jogos pela Seleção Brasileira | Jogos pela Seleção Brasileira | Jogos pela Seleção Brasileira | Jogos pela Seleção Brasileira | Jogos pela Seleção Brasileira               |
| #                             | Data                          | Local                         | Adversário                    | Resultado                     | Gol                           | Competição                                  |
| ----------------------------- | ----------------------------- | ----------------------------- | ----------------------------- | ----------------------------- | ----------------------------- | ------------------------------------------- |
| 1.                            | 30 de julho de 1975           | Caracas, Venezuela            | Venezuela                     | 0–4                           | 0                             | Copa América                                |
| 2.                            | 6 de agosto de 1975           | Belo Horizonte, Brasil        | Argentina                     | 2–1                           | 0                             | Copa América                                |
| 3.                            | 13 de agosto de 1975          | Belo Horizonte, Brasil        | Venezuela                     | 6–0                           | 0                             | Copa América                                |
| 4.                            | 5 de junho de 1977            | Rio de Janeiro, Brasil        | Seleção Carioca               | 4–2                           | 1                             | Amistoso                                    |
| 5.                            | 12 de junho de 1977           | Rio de Janeiro, Brasil        | Alemanha Ocidental            | 1–1                           | 0                             | Amistoso                                    |
| 6.                            | 26 de junho de 1977           | Belo Horizonte, Brasil        | Iugoslávia                    | 0–0                           | 0                             | Amistoso                                    |
| 7.                            | 14 de julho de 1977           | Cali, Colômbia                | Bolívia                       | 8–0                           | 1                             | Eliminatórias da Copa do Mundo FIFA de 1978 |

## Carreira como treinador

### Início
Após um período como comentarista esportivo na Rede Minas, começou sua carreira como técnico nas categorias de base do Atlético Mineiro e por lá ficou durante muito tempo. Como interino, comandou a equipe profissional por seis vezes, sendo a última entre os meses de agosto e dezembro de 2008. Em 25 jogos no comando, garantiu uma das vagas para a Copa Sul-Americana de 2009. Na sequência, saiu para a entrada de Emerson Leão.

### Ipatinga
Em fevereiro de 2009, Marcelo Oliveira foi contratado pelo Ipatinga. Foi demitido no dia 16 de julho, após a derrota de 2–0 para o Paraná.

### Paraná
O treinador foi anunciado pelo Paraná Clube no dia 8 de dezembro de 2009, assumindo a equipe para a temporada 2010. Deixou o clube paranaense em outubro, após maus resultados na Série B.

### Coritiba
No dia 18 de novembro foi anunciado como o novo técnico do Coritiba para a temporada 2011, substituindo Ney Franco.

#### 2011
Pelo Coxa, levou o time ao título do Campeonato Paranaense de forma invicta, com 20 vitórias e dois empates. Entre os dias 3 de fevereiro e 5 de maio, conseguiu o recorde mundial de 24 vitórias seguidas, reconhecido pelo Guinness. Chegou à final da Copa do Brasil, perdida na regra de gols fora de casa. No Brasileirão, terminou na 8ª colocação, classificando o clube à Sul-Americana de 2012. Em 16 de novembro, renovou seu contrato com o Coritiba até o fim de 2012.

#### 2012
Começou o ano conquistando o Campeonato Paranaense, vencendo o rival Atlético Paranaense na final. No dia de março, na partida em que o Coxa venceu o Toledo por 1–0, Oliveira chegou à marca de 84 jogos dirigindo o time, ingressando assim na lista dos 10 técnicos que por mais vezes comandaram a equipe. Ainda em março, Marcelo foi considerado pelo Institute of Football Coaching Statistics o melhor técnico do Brasil e o 14º do mundo nos 12 meses precedentes. Em 6 de maio, Marcelo completou 100 jogos comandando o Coritiba no empate por 2–2 no primeiro Atletiba da decisão do estadual, disputado fora de casa. Chegou na final da Copa do Brasil, que foi disputada contra o Palmeiras, após o Coxa ter eliminado o Nacional-AM na 1ª fase, o ASA na fase subsequente, o Paysandu nas oitavas de final, o Vitória nas quartas de final e o São Paulo na semifinal. O Coritiba foi o único representante paranaense na Série A.
No dia 5 de setembro, após uma série de maus resultados e uma derrota por 3–0 para a Portuguesa, Marcelo Oliveira foi demitido. Comandou a equipe em 131 partidas, obtendo 74 vitórias, 25 empates e 32 derrotas, atingindo um aproveitamento de 62,8%.

### Vasco da Gama
Marcelo Oliveira chegou ao Vasco no dia 12 de setembro de 2012, em meio a um ambiente conturbado com atrasos salariais e crise política. Esteve à frente do comando da equipe cruzmaltina por apenas dez jogos. Foi demitido em menos de dois meses, após uma sequência de seis derrotas consecutivas.

### Cruzeiro

#### 2013
Sua estreia foi no dia 3 de fevereiro, no jogo de abertura do Campeonato Mineiro. O time celeste venceu o Atlético Mineiro por 2–1, em jogo que marcou a reabertura do Mineirão.
No dia 13 de novembro, contabilizando 59 jogos pelo Cruzeiro (45 vitórias, seis empates e oito derrotas), Marcelo Oliveira conduziu a Raposa ao título da Série A do Campeonato Brasileiro, transformando o clube mineiro no campeão mais precoce na era dos pontos corridos. Seis dias depois, Oliveira renovou seu contrato por mais um ano com o clube. Ao fim da temporada, foi eleito pela CBF o melhor treinador do campeonato.

#### 2014
Neste ano comandou o clube na conquista do Campeonato Mineiro de forma invicta. No dia 27 de junho, durante amistoso contra o América do México, Oliveira celebrou 100 jogos no comando da equipe celeste, como o treinador de melhor desempenho na história do clube. Em 100 jogos, foram 69 vitórias, 16 empates e 15 derrotas, um aproveitamento de 74,44%.
No dia 23 de novembro, conquistou antecipadamente o segundo título do Campeonato Brasileiro no comando do Cruzeiro, com a vitória sobre o Goiás por 2 a 1. No dia 1 de dezembro, foi eleito o melhor técnico do campeonato, integrando a Seleção do Campeonato no Prêmio Craque do Brasileirão.

#### 2015
No dia 23 de março, após a partida contra o América-MG pelo Campeonato Mineiro, vencida por 2–0, Marcelo Oliveira alcançou a centésima vitória em 152 jogos comandando a equipe do Cruzeiro. Com um aproveitamento de 72,1%, ele se tornou o técnico com o melhor rendimento na história do clube.
No dia 2 de junho, Marcelo foi demitido após má atuação consecutiva do clube até a quarta rodada do Campeonato Brasileiro e a eliminação na Copa Libertadores. Pesou na decisão a derrota em casa para o River Plate por 3–0, no dia 27 de maio.

### Palmeiras
Foi contratado pelo Palmeiras no dia 10 de junho, chegando para substituir Oswaldo de Oliveira. Conquistou a Copa do Brasil ao ganhar do Santos nos pênaltis por 4–3, com Fernando Prass fazendo o gol do titulo.
No dia 10 de março de 2016, após a derrota em casa para o Nacional por 2–1, pela Copa Libertadores, foi demitido. O treinador dirigiu o Palmeiras em 53 partidas; no total, foram 24 vitórias, 11 empates e 18 derrotas (aproveitamento de 55%).

### Retorno ao Atlético Mineiro
No dia 20 de maio de 2016, foi anunciado como novo treinador do Atlético Mineiro para substituir Diego Aguirre. Foi demitido no dia 24 de novembro, após a derrota por 3–1 no primeiro jogo da final da Copa do Brasil.

### Retorno ao Coritiba
Após cinco anos, teve seu retorno ao Coxa oficializado no dia 20 de julho de 2017, chegando para substituir Pachequinho. Em 22 jogos acumulou seis vitórias, seis empates e dez derrotas, sendo dispensado com apenas 36,3% de aproveitamento.

### Fluminense
No dia 22 de junho de 2018, foi anunciado como novo treinador do Fluminense para substituir Abel Braga, que havia pedido demissão do cargo. Foi demitido no dia 29 de novembro, após uma sequência negativa histórica para o clube, onde chegou a oito jogos sem vitórias e sem nenhum gol marcado, sendo a pior em toda a história do Fluminense. Com isso, o clube caiu drasticamente de rendimento no Campeonato Brasileiro e acabou eliminado, em casa, da semifinal da Copa Sul-Americana, que fora o ponto final de sua trajetória no clube.

### Ponte Preta
Após quase dois anos de inatividade, foi anunciado como novo treinador da Ponte Preta no dia 3 de outubro de 2020. Estreou pela equipe no dia 9 de outubro, na derrota fora de casa por 2–1 contra o Cuiabá, em jogo válido pela Série B. Conquistou sua primeira vitória na partida seguinte, um 2–0 sobre o Náutico, novamente fora de casa. Foi demitido dois meses depois, no dia 11 de dezembro, após a derrota por 2–1 para o Avaí no Estádio Moisés Lucarelli.

### Aposentadoria
Em novembro de 2024, em entrevista para o portal esportivo ge, Marcelo Oliveira confirmou que, devido à falta de propostas e o desgaste físico e mental da profissão, decidiu se aposentar como treinador.

## Estatísticas como treinador
Atualizadas até 28 de novembro de 2020
| Clube            | Jogos | Vitórias | Empates | Derrotas | Aproveitamento |
| ---------------- | ----- | -------- | ------- | -------- | -------------- |
| Ipatinga         | 23    | 15       | 6       | 7        | 60.71%         |
| Atlético Mineiro | 95    | 36       | 31      | 28       | 48.77%         |
| Coritiba         | 150   | 78       | 32      | 39       | 59.11%         |
| Vasco da Gama    | 10    | 2        | 2       | 6        | 26.67%         |
| Cruzeiro         | 169   | 106      | 32      | 31       | 69,03%         |
| Palmeiras        | 53    | 24       | 11      | 18       | 52.2%          |
| Fluminense       | 33    | 12       | 8       | 13       | 44.44%         |
| Ponte Preta      | 14    | 4        | 4       | 6        | 38.1%          |

## Títulos

### Como jogador
Atlético Mineiro
- Torneio de Berna: 1983
- Copa dos Campeões da Copa Brasil: 1978
- Campeonato Mineiro: 1976, 1978, 1979 e 1983
- Taça Minas Gerais: 1975 e 1976
- Taça Belo Horizonte: 1971

Desportiva
- Campeonato Capixaba: 1984

Seleção Brasileira
- Jogos Pan-Americanos de 1975
- Torneio de Cannes: 1974

### Como treinador
Palmeiras
- Copa do Brasil: 2015

Cruzeiro
- Campeonato Brasileiro: 2013 e 2014
- Campeonato Mineiro: 2014

Coritiba
- Campeonato Paranaense: 2011 e 2012

Ipatinga
- Campeonato Mineiro – Módulo II: 2009

### Campanhas de destaque
Coritiba
- Copa do Brasil: 2011 (vice-campeão)
- Copa do Brasil: 2012 (vice-campeão)

Cruzeiro
- Copa do Brasil: 2014  (vice-campeão)

Atlético Mineiro
- Copa do Brasil: 2016  (vice-campeão)

Fluminense
- Copa Sul-Americana: 2018 (semifinalista)

### Prêmios individuais
- Melhor treinador do Campeonato Paranaense: 2011[36]
- Prêmio Craque do Brasileirão como Melhor Treinador: 2013 e 2014